# آنا گومیس
آنا گومیس (به فرانسوی: Anna Gomis؛ زادۂ ۶ اکتبر ۱۹۷۳) کشتی گیر پیشین کشور فرانسه است.